# عبدالله عبدالهادی
عبدالله عبدالهادی (عربی: عبدالله صالح عبد الهادي سالم؛ زادهٔ ۲۵ آوریل ۱۹۹۲) بازیکن فوتبال اهل عمان است.
وی همچنین در تیم‌های ملی فوتبال زیر ۲۳ سال عمان و عمان بازی کرده‌است.